# بوين (أستراليا)
بوين هي مدينة، تتبع Whitsunday Region ‏، هي عاصمة Whitsunday Region ‏، بلغ عدد سكانها 10,377  نسمة في 2016، رمزها البريدي هو 4805.

## المناخ
يظهر الجدول التالي التغييرات المناخية على مدار السنة لبوين:
| البيانات المناخية لـبوين          | البيانات المناخية لـبوين | البيانات المناخية لـبوين | البيانات المناخية لـبوين | البيانات المناخية لـبوين | البيانات المناخية لـبوين | البيانات المناخية لـبوين | البيانات المناخية لـبوين | البيانات المناخية لـبوين | البيانات المناخية لـبوين | البيانات المناخية لـبوين | البيانات المناخية لـبوين | البيانات المناخية لـبوين | البيانات المناخية لـبوين |
| الشهر                             | يناير                    | فبراير                   | مارس                     | أبريل                    | مايو                     | يونيو                    | يوليو                    | أغسطس                    | سبتمبر                   | أكتوبر                   | نوفمبر                   | ديسمبر                   | المعدل السنوي            |
| --------------------------------- | ------------------------ | ------------------------ | ------------------------ | ------------------------ | ------------------------ | ------------------------ | ------------------------ | ------------------------ | ------------------------ | ------------------------ | ------------------------ | ------------------------ | ------------------------ |
| الدرجة القصوى °م (°ف)             | 38.1 (100.6)             | 39.4 (102.9)             | 36.9 (98.4)              | 35.2 (95.4)              | 32.5 (90.5)              | 30.0 (86.0)              | 31.4 (88.5)              | 31.5 (88.7)              | 36.0 (96.8)              | 35.7 (96.3)              | 35.0 (95.0)              | 38.1 (100.6)             | 39.4 (102.9)             |
| متوسط درجة الحرارة الكبرى °م (°ف) | 31.5 (88.7)              | 31.3 (88.3)              | 30.7 (87.3)              | 29.2 (84.6)              | 27.0 (80.6)              | 24.9 (76.8)              | 24.5 (76.1)              | 25.4 (77.7)              | 27.4 (81.3)              | 29.2 (84.6)              | 30.4 (86.7)              | 31.3 (88.3)              | 28.6 (83.5)              |
| متوسط درجة الحرارة الصغرى °م (°ف) | 23.8 (74.8)              | 23.8 (74.8)              | 22.7 (72.9)              | 20.8 (69.4)              | 17.8 (64.0)              | 14.8 (58.6)              | 13.3 (55.9)              | 14.2 (57.6)              | 16.5 (61.7)              | 19.8 (67.6)              | 22.1 (71.8)              | 23.4 (74.1)              | 19.4 (66.9)              |
| أدنى درجة حرارة °م (°ف)           | 17.7 (63.9)              | 18.4 (65.1)              | 16.5 (61.7)              | 10.0 (50.0)              | 6.9 (44.4)               | 4.0 (39.2)               | 4.2 (39.6)               | 3.2 (37.8)               | 6.4 (43.5)               | 11.1 (52.0)              | 14.6 (58.3)              | 17.8 (64.0)              | 3.2 (37.8)               |
| معدل هطول الأمطار مم (إنش)        | 176.5 (6.95)             | 228.1 (8.98)             | 121.1 (4.77)             | 58.6 (2.31)              | 43.6 (1.72)              | 23.4 (0.92)              | 20.4 (0.80)              | 22.2 (0.87)              | 11.0 (0.43)              | 12.5 (0.49)              | 53.7 (2.11)              | 143.3 (5.64)             | 914.4 (35.99)            |
| متوسط الأيام الممطرة (≥ 0.2mm)    | 11.9                     | 12.6                     | 10.3                     | 8.2                      | 6.2                      | 5.1                      | 3.5                      | 2.6                      | 2.3                      | 3.4                      | 6.7                      | 9.4                      | 82.2                     |
| المصدر: Bureau of Meteorology     |                          |                          |                          |                          |                          |                          |                          |                          |                          |                          |                          |                          |                          |

## أعلام
- تيد هاردينغ